# One Eye to Morocco
One Eye to Morocco es el primer álbum en solitario con material nuevo en diez años del vocalista Ian Gillan, líder de la banda de hard rock Deep Purple.
El álbum fue lanzado el 6 de marzo de 2009.

## Lista de canciones
1. "One Eye to Morocco" - 4:06  (Gillan/Morris)
2. "No Lotion for That" - 3:11   (Gillan/Morris)
3. "Don't Stop" - 2:35 (Gillan/Appleby)
4. "Change My Ways" - 3:26 (Gillan)
5. "Girl Goes to Show" - 4:00 (Gillan/Morris)
6. "Better Days" - 4:08 (Jackson)
7. "Deal With It" - 3:45 (Gillan/Morris)
8. "Ultimate Groove" - 3:49 (Jackson)
9. "The Sky Is Falling Down" - 4:10 (Gillan/Morris)
10. "Texas State of Mind" - 3:49 (Jackson)
11. "Lonely Days" - 2:43(Gillan/Morris)
12. "It Would Be Nice" - 3:10 (Gillan/Morris)
13. "Always the Traveller" - 3:18 (Gillan/Morris)

## Personal
- Ian Gillan - voz

- Michael Lee Jackson - guitarra
- Rodney Appleby - bajo
- Howard Wilson - batería
- Steve Morris - guitarra
- Joe Mennonna - saxofón
- Lance Anderson - órgano Hammond
- Jesse O'Brien - teclados

- Nick Blagona - ingeniería, mezclas, masterización.[1]